# Stizocera punctatissima
Stizocera punctatissima là một loài bọ cánh cứng trong họ Cerambycidae.